# Herttoniemi
Herttoniemi (szw. Hertonäs) – naziemna stacja metra helsińskiego obsługująca dzielnicę Herttoniemi we wschodnich Helsinkach. Jest jedną z najstarszych stacji; została oddana do użytku 1 czerwca 1982 roku. Zaprojektowali ją Jaakko Ylinen i Jarmo Maunula.
Sörnäinen znajduje się pomiędzy stacjami Kulosaari oraz Siilitie.